# Prairie Grove (Illinois)
Prairie Grove é uma vila localizada no estado americano de Illinois, no Condado de McHenry.

## Demografia
Segundo o censo americano de 2000, a sua população era de 960 habitantes.
Em 2006, foi estimada uma população de 1884, um aumento de 924 (96.3%).

## Geografia
De acordo com o United States Census Bureau tem uma área de
12,4 km², dos quais 12,0 km² cobertos por terra e 0,4 km² cobertos por água.

## Localidades na vizinhança
O diagrama seguinte representa as localidades num raio de 8 km ao redor de Prairie Grove.